# Anthurium guanacense
Anthurium guanacense är en kallaväxtart som beskrevs av Adolf Engler. Anthurium guanacense ingår i släktet Anthurium och familjen kallaväxter. Inga underarter finns listade.